# GB News
GB News (сокр. GBN) — британский информационный телеканал, запущенный 13 июня 2021 года.

## История

### Подготовка к запуску
All Perspectives Ltd была основана как холдинговая компания GB News в сентябре 2019 года, а в январе 2020 года Ofcom предоставила ей лицензию на вещание. GB News была основана связанными с председателем Liberty Global Джоном К. Мэлоуном топ-менеджерами Эндрю Коулом и Марком Шнайдером. К августу 2022 года Коул и Шнайдер ушли с поста директоров после того, как их доли в компании были куплены инвестировавшими в компанию сэром Полом Маршаллом и Legatum.
25 сентября 2020 года было объявлено, что Эндрю Нил, который в течение 25 лет вел прямые политические программы на BBC, покинет корпорацию после того, как возглавил освещение президентских выборов в США в 2020 году. Он сказал, что вел переговоры о продолжении работы в новом формате после закрытия «Шоу Эндрю Нила», но эти переговоры «не увенчались успехом», и он принял пост председателя нового телевизионного новостного канала. В тот же день он был объявлен ведущим вечерней программы в прайм-тайм на канале, которая должна была запуститься в начале следующего года. В своем заявлении Нил сказал, что канал будет «способствовать активным, сбалансированным дебатам и широкому спектру взглядов на проблемы, которые затрагивают всех в Великобритании, а не только тех, кто живёт в районе Лондона», а GB News устраняет предполагаемый пробел в рынке для «огромного числа британцев, которые чувствуют себя недостаточно обслуживаемыми и неуслышанными в своих СМИ».
В декабре 2020 года управляющий хедж-фондом Пол Маршалл вел переговоры об инвестировании 10 млн. фунтов стерлингов. 6 января 2021 года GB News достигла своей цели по сбору заявленной суммы в 60 млн. фунтов стерлингов, которая была превышена. Большая часть поступила от базирующейся в Дубае инвестиционной компании Маршалла Legatum, который вложил деньги в личном качестве, и американской Discovery, Inc., чья доля в компании была выкуплена другими инвесторами в августе 2022 г. в рамках дополнительного вливания капитала в 60 млн. фунтов стерлингов.
Перед запуском GB News заявила, что наймет 140 сотрудников, в том числе 120 журналистов, а также запустит «стриминговые, видео-по-запросу и аудиосервисы». С тех пор генеральный директор Ангелос Франгопулос сообщил, что на канале работало более 200 журналистов.
Кампания по набору персонала началась 25 января 2021 года. Первыми ведущими и журналистами, объявленными в ходе кампании, стали Дэн Вуттон, Колин Брейзер, Даррен Маккаффри, Том Харвуд, Мишель Дьюберри, Инайя Фоларин Иман и Алекс Филлипс. После ухода Пирса Моргана из программы «Good Morning Britain» 9 марта, Нил выразил заинтересованность в присоединении телеведущего к GBN.
За период, закончившийся 31 мая 2021 года, All Perspectives Ltd понесла убыток в 2,7 млн. фунтов стерлингов.
18 марта 2024 года Ofcom постановил, что два эпизода сериала Джейкоба Рис-Могга «Состояние нации», два эпизода «Пятничное утро с Эстер и Филом» и один выпуск «Субботнее утро с Эстер и Фил», транслировавшиеся в мае и июне 2023 года, не были переданы в эфир. соблюдать правила 5.1 и 5.3 Кодекса телерадиовещания, которые гласят, что политик не может быть диктором новостей, интервьюером или журналистом, за исключением случаев, когда для этого имеется редакционное обоснование.

### Радиостанция
После запуска своего телеканала в июле 2021 года GB News объявила о своем намерении запустить национальную круглосуточную радиостанцию в цифровом мультиплексе Digital One. Радиостанция является аудиотрансляцией телевизионного канала без создания собственныз программ, тестовое вещание началось в декабре 2021 г.
К 3 кварталу 2022 г. радиостанцию еженедельно слушали 415 тыс. человек, по сравнению со 2 кварталом рост составил 50 %.